# Viervlakvlinder
De viervlakvlinder (Lithosia quadra) is een nachtvlinder uit de familie van de spinneruilen (Erebidae) en de onderfamilie van de beervlinders (Arctiinae). Het is de grootste vertegenwoordiger van de geslachtengroep Lithosiini.

## Beschrijving
De imago van de viervlakvlinder is seksueel dimorf.
De mannetjes hebben grijze vleugels met gele vleugelaanzet en blauwzwarte streep aan voorkant van de buitenrand van de voorvleugel.
De vrouwtjes hebben een gele vleugel met twee blauwzwarte stippen.
De spanwijdte is 35 tot 55 mm, de mannetjes zijn kleiner dan de vrouwtjes.

## Waardplanten
De waardplanten van de viervlakvlinder zijn korstmossen en algen op bomen, vooral eiken.

## Voorkomen
De vlinder komt voor in Zuid- en Midden-Europa, en naar het oosten toe tot de Amoer, en bovendien in het zuiden van Groot-Brittannië en in het zuiden van Scandinavië.

### In Nederland en België
In Nederland is de viervlakvlinder een zeer zeldzame trekvlinder, die zich soms een paar jaar kan handhaven. De waarnemingen concentreren zich in zuid-oost Nederland. In België is de viervlakvlinder zeer zeldzaam in het zuiden van het land. In 2006 was er een redelijk omvangrijke invasie.
De viervlakvlinder vliegt van begin juni tot half september in één generatie.

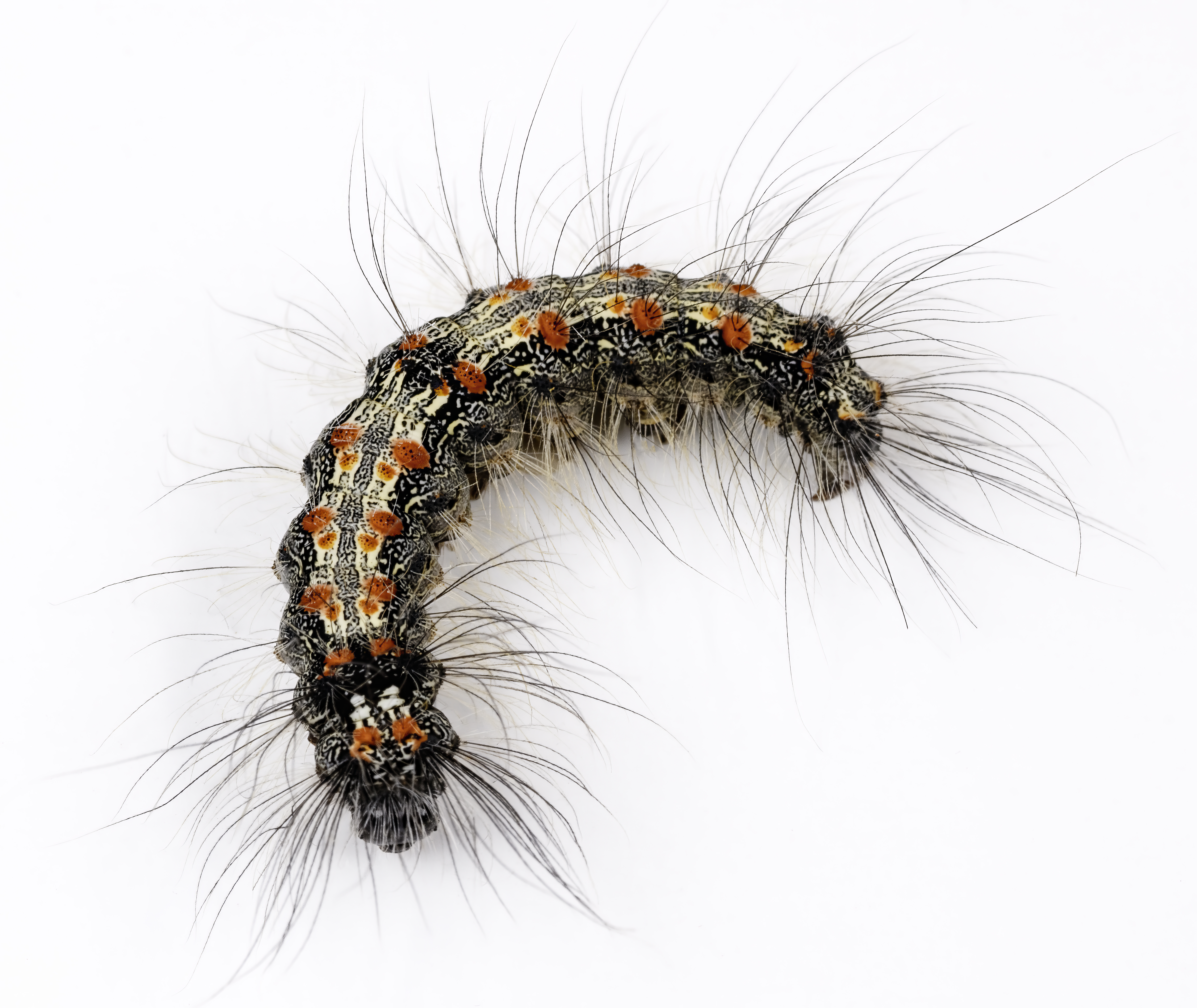
Rups

## Bron
- Paul Waring en Martin Townsend, Nachtvlinders, veldgids met alle in Nederland en België voorkomende soorten, Baarn, 2006.